# Eugenia ridleyi
Syzygium ridleyi là một loài thực vật thuộc họ Myrtaceae. Loài này có ở Malaysia, Singapore, và Thái Lan.